# Roissy-en-France
Roissy-en-France egy község Franciaországban. Lakosainak száma 2682 fő (2022. január 1.).

## Földrajza
Roissy-en-France Épiais-lès-Louvres, Vaudherland, Mauregard, Tremblay-en-France, Gonesse, Goussainville, Louvres és Le Thillay községekkel határos.